# Lemmings försvar
Den här artikeln använder algebraisk schacknotation för att beskriva schackdragen.
Lemmings försvar är en ovanlig schacköppning som definieras av dragen:
1. e4 Sa6

## Partiexempel
Vit: Caruso Augusto
Svart: Rossi Carlo
Marostica, Italien 1997
1.e4 Sa6 2.d4 c5 3.Sf3 cxd4 4.Sxd4 Sc5 5.Sc3 a6 6.a4 Da5 7.Ld2 Sxe4 8.Sxe4 De5 9.Ld3 Dxd4 10.O-O d5 11.Le3 De5 12.Ld4 Df4 13.Sc3 e6 14.Te1 Se7 15.Le5 Dh6 16.Te3 f5 17.f4 Dg6 18.Le2 h5 19.Tg3 Df7 20.Lb5+ Sc6 21.Lxc6+ bxc6 22.Se2 h4 23.Tg5 c5 24.De1 Th7 25.Da5 Ta7 26.b4 cxb4 27.Sd4 Dd7 28.Te1 Kf7 29.Lb8 Tb7 30.Sxe6 Le7 31.Txf5+ Kg8 32.Txd5 De8 33.Sd4 Ld7 34.Ld6 g6 35.Dxa6 Lc8 36.Dc4 Kf8 37.Tde5 Lg4 38.Sc6 Tf7   39.Sxe7 Dd7 40.Sf5+ Kg8 41.Sh6+ Kg7 42.Sxf7 1-0